# Чарнас, Сюзи Макки
Сьюзи МакКи Чарнас (22 октября 1939[…], Манхэттен, Нью-Йорк — 2 января 2023, Нью-Мексико) — американская писательница, писала рассказы и романы преимущественно в жанрах научной фантастики и фэнтези. Она получила несколько литературных наград, в том числе премию Хьюго, премию Небьюла и премию Джеймса Типтри Младшего. Жила в Нью-Мексико.

### Романы
- Dorothea Dreams (1986)
- The Kingdom of Kevin Malone (1993)
- The Ruby Tear (1997)

### Серии
- The Holdfast Chronicles
  - Прогулка до конца мира (1974)
  - Motherlines (1978)
  - Фурии (1994)
  - The Conqueror’s Child (1999)

- Sorcery Hill

- - Медный король (1985)
  - Серебряная перчатка (1988)
  - Золотая нить (1989)

### Сборники
- The Vampire Tapestry (1980)
- Moonstone and Tiger-Eye (1992)
- Music of the Night (2001) ebook
- Stagestruck Vampires (2004)

### Научно-популярные
- Strange Seas (2001) ebook
- My Father’s Ghost (2002)

### Notable Short Stories
- «Scorched Supper on New Niger» (1980)
- «Слушая Брамса» (1988)
- «Сиськи» (1989)
- «Beauty and the Opera or the Phantom Beast» (1996)
- «Peregrines» (2004)